# Ophiopsila seminuda
Ophiopsila seminuda is een slangster uit de familie Ophiocomidae.
De wetenschappelijke naam van de soort werd in 1952 gepubliceerd door Ailsa McGown Clark.